# Campionati francesi di sci alpino 1970
I Campionati francesi di sci alpino 1970 si disputarono a Serre Chevalier; furono assegnati i titoli di discesa libera, slalom gigante, slalom speciale e combinata, sia maschili sia femminili.

## Risultati
| Specialità      | Uomini           | Donne            |
| --------------- | ---------------- | ---------------- |
| Discesa libera  | Jean-Luc Pinel   | Isabelle Mir     |
| Slalom gigante  | Henri Duvillard  | Françoise Macchi |
| Slalom speciale | Jean-Noël Augert | Ingrid Lafforgue |
| Combinata       | Jean-Noël Augert | Michèle Jacot    |